# تصفيات كأس العالم 2022 – أوروبا المجموعة أ
تصفيات كأس العالم 2022 – أوروبا المجموعة أ كانت واحدة من مجموعات مجموعات اليويفا العشر في تصفيات كأس العالم لتحديد الفرق التي ستتأهل لنهائيات بطولة كأس العالم 2022 في قطر. تألفت المجموعة الأولى من خمسة فرق: أذربيجان، ولوكسمبورغ، والبرتغال، وجمهورية أيرلنداو وصربيا. لعبت الفرق ضد بعضها البعض ذهابًا وإيابًا في شكل دورة روبن.

## وصلات خارجية
- (بالإنجليزية)
- التصفيات – أوروبا، FIFA.com
- التصفيات الأوروبية، UEFA.com